# Sinématiali (département)
Le département de Sinématiali est un département de Côte d'Ivoire. 